# Catharsius melancholicus
Catharsius melancholicus är en skalbaggsart som beskrevs av Karl Henrik Boheman 1860. Catharsius melancholicus ingår i släktet Catharsius och familjen bladhorningar. Inga underarter finns listade.